# سيدي علي بلقاسم
سيدي علي بلقاسم هي جماعة قروية مغربية تقع ضمن إقليم تاوريرت، بجهة الشرق، وحسب إحصاء 2014 فإن عدد سكانها يبلغ 14.984 نسمة